# Lac de Gaschet
Le lac de Gaschet (aussi appelé étang de Gaschet ou barrage de Gaschet) est le plus grand plan d'eau douce de la Guadeloupe,. Ce lac artificiel, situé sur le territoire de la commune de Port-Louis, à la limite de Petit-Canal (sur Grande-Terre), accueille une grande diversité d'oiseaux.

## Histoire
Le lac de Gaschet a été aménagé au début des années 1990 sur le cours de la ravine Gaschet (rivière la plus importante de l'île de Grande-Terre et longue de 19,5 km) pour servir de réservoir d'eau à des fins agricoles. Il appartient au Conseil général de la Guadeloupe.
À la fin de l'été 2020, en raison d'une sécheresse exceptionnelle au printemps, l'étendue d'eau est entièrement asséchée et les poissons du bassin ont péri.

## Géographie
Situé à 4 km du littoral, le lac de Gaschet possède plusieurs bras, dont l'un est traversé par la route D128. Dans sa plus grande longueur, il mesure 4 km. Sa superficie est d'environ 100 hectares.
Le barrage qui forme la retenue, long d'environ 100 m, est situé au sud-ouest du lac.

## Écologie
Le lac de Gaschet est peuplé de nombreux oiseaux aquatiques, en particulier Nomonyx dominicus (Érismature routoutou), Podilymbus podiceps (Grève à bec bigarré), Gallinula chloropus (Gallinule poule d'eau). Le site a été reconnu comme une ZNIEFF en 2000 et protégé par des clôtures, n'empêchant toutefois pas la chasse illégale.
Les berges du lac de Gaschet sont majoritairement couvertes de jacinthes d'eau (Eichhornia crassipes), une plante invasive omniprésente dans les milieux tropicaux et classée par l'UICN sur le plan mondial parmi les cent plantes invasives les plus dangereuses pour les écosystèmes. La population aquatique du lac est majoritairement constituée de Tilapia du Mozambique (Oreochromis mossambicus), autre espèce invasive introduite dans les années 1950 pour l'élevage et qui a depuis gagné les milieux naturels par lâchers volontaires ou vidanges de bassins.